# ジョン・モウブレー (第4代モウブレー男爵)
第4代モウブレー男爵ジョン・ド・モウブレー（John (III) de Mowbray, 4th Baron Mowbray, 1340年6月24日 - 1368年10月19日）は、イングランド貴族。聖地へ向かう途中、コンスタンティノープル近郊で殺害された。

## 生涯
ジョン・ド・モウブレーは、リンカンシャーのアックスホルムの第3代モウブレー男爵ジョン・ド・モウブレーと、その2番目の妻ジョーン・オブ・ランカスターの息子として1340年6月25日にリンカンシャーのエプワースで生まれた。母ジョーンはランカスター伯ヘンリーの三女であり、ジョンはヘンリー3世の孫にあたる。
ジョンは他の26人とともに、1355年7月にイングランド王エドワード3世から騎士に叙せられた。イングランド軍がフランスへ向かう前に停泊地に駐留していた時のことであった。1356年、ジョンはブルターニュでの戦闘に参加した。1361年11月14日には領地の引き渡しを受けたが、相続財産は父が2度目の妻エリザベス・ド・ヴィアに与えた寡婦財産の対象となっていた 。
1369年までに、継母エリザベス・ド・ヴィアは、ケントのアイルズフォードのスティーブン・ド・コシントンの息子で相続人のサー・ウィリアム・ド・コシントンと結婚した。結婚後間もなく、エリザベスとサー・ウィリアム・ド・コシントンは借金のためにフリート刑務所に自首した。アーチャーによると、これはジョンが継母を財産の浪費で訴えたことが原因であったとみられる。ジョンはエリザベスに対して約1000ポンドの損害賠償を命じられた。
1343年頃には、ジョンとトマス・オブ・ブラザートンの孫娘オードリー・モンタギュー、およびジョンの妹ブランシュ・ド・モウブレーとオードリーの弟エドワード・モンタギューとの二重結婚の合意が成立していた。しかしどちらの結婚も実現しなかった。その代わりに、1349年頃、ジョンと第4代セグレイヴ男爵ジョンの娘エリザベス・ド・セグレイヴ (同じくトマス・オブ・ブラザートンの孫娘)、およびジョンの妹ブランシュとエリザベスの兄弟ジョン・ド・セグレイヴとの二重結婚が実現した。この際に「両親間の争い」を防ぐため、ジョンの祖父ランカスター伯ヘンリーの要請により、教皇クレメンス6世は特免状を与えた 。
エリザベスの母ノーフォーク女公マーガレット・オブ・ブラザートン（1399年没）は莫大な結婚持参金を与えられていたが、マーガレットが1399年まで生存していたため、ジョンは生涯、結婚からほとんど金銭的な利益を得ることができなかった 。
しかし、エリザベスの父である第4代セグレイヴ男爵ジョン・ド・セグレイヴが1353年4月1日に亡くなったとき、エドワード3世は、妻エリザベスが得た遺産の一部をジョンに与えることを許可した。1367年の財産記録によると、ジョンは当時、800ポンドほどの年間収入を得ていた。エリザベスの兄は父より先に死去していたため、エリザベスはその後、第5代セグレイヴ女男爵として父の跡を継いだ。
ジョンは1362年8月14日から1366年1月20日まで議会に召集された。1367年10月10日、ジョンは海を越えて旅する準備として弁護士を任命した。これらの任命は翌年に承認された。ジョンは聖地に向かう途中、コンスタンティノープル近郊でトルコ人に殺害された。1396年に書かれた「ペイン」修道院からの手紙によると、ジョンは当初コンスタンティノープルの向かいにあるペラの修道院に埋葬されたとされている。手紙によると、「息子のトマスの要請により」ジョンの遺骨は集められ、先祖とともに埋葬するためにイングランドに送られたという。
ジョンの遺言は1369年5月17日にリンカーンで検認された。妻エリザベスは1368年にジョンより数か月前に先立ち亡くなった。

## 結婚と子女
ジョンは、1349年3月25日付の教皇の特許状により、エリザベス・ド・セグレイヴ（1338年10月25日クロクストン修道院生まれ）と結婚した。エリザベスは第4代セグレイヴ男爵ジョン・ド・セグレイヴ（1353年没）と、エドワード1世の息子トマス・オブ・ブラザートンの娘で相続人のノーフォーク女公マーガレット・オブ・ブラザートンの間の娘で相続人であり、後に第5代セグレイヴ女男爵となった。この結婚により、モウブレー家はサフォークのフラムリンガムの地所を手に入れた。この中にはフラムリンガム城も含まれており、15世紀においてこの城はモーブレー家の権力の中心地となった。夫妻の間には2男2女が生まれた。
- マーガレット（1361年頃 - 1404年4月29日） - 1369年7月1日付の許可証により、ベッドフォードシャーのルートンのサー・レジナルド・ド・ルーシー・オブ・ウッドクロフトと結婚。レジナルドはサー・ジェフリー・ド・ルーシーの息子で相続人であった[14]。
- ジョーン（1363年頃 - 1402年11月30日） - 年代記作者サー・トマス・グレイの息子で、ノーサンバーランドのノアハム近郊ヒートンのサー・トマス・グレイ（1359年 - 1400年11月26日/12月3日）と最初に結婚した。この結婚で初代タンカーヴィル伯ジョン・グレイを含む4男1女が生まれた[15]。2度目にランカシャーのタンストールのサー・トマス・タンストール・オブ・サーランド（1360年頃 - 1415年）と結婚した[16][12]。
- エリナー（1364年3月25日以前 - 1417年8月13日以前）[5] - 第5代ウェルズ男爵ジョン・ド・ウェルズと結婚[12][17]。夫妻には2男2女がおり、その中の1人が第3代グレイストーク男爵ラルフ・ド・グレイストークの娘モード・グレイストークと結婚したユード・ド・ウェルズ（1387年 - 1417年）である。ユードの息子が第6代ウェルズ男爵ライオネル・ド・ウェルズとアイルランド大法官ウィリアム・ウェルズである[18]。
- ジョン（1365年8月1日 - 1383年1月12日） - 初代ノッティンガム伯、第5代モウブレー男爵、第6代セグレイヴ男爵。未婚のまま死去し、ロンドンのホワイトフライアーズに埋葬された[12]。
- トマス（1366年 - 1399年）[19] - 初代ノーフォーク公、初代ノッティンガム伯、第6代モウブレー男爵、第7代セグレイヴ男爵。1383年2月20日頃、10歳のときに[20]第5代ブラックミアのストレンジ男爵ジョン・ル・ストレンジと第11代ウォリック伯トマス・ド・ビーチャムの娘イザベル・ド・ビーチャムの娘で、ブラックミアのストレンジ女男爵であった10歳のエリザベス・ル・ストレンジ（1373年12月6日頃 - 1383年8月23日）と結婚した。しかし、エリザベスは結婚後間もなく1383年に亡くなり、トマスは第11代アランデル伯リチャード・フィッツアランとエリザベス・ド・ブーンの娘エリザベス・フィッツアラン（1372年頃 - 1425年7月8日）と再婚した[21]。夫妻の間には2男3女が生まれた。